# Gordon Allott
Gordon Llewellyn Allott (2 de enero de 1907 - 17 de enero de 1989) fue un político republicano estadounidense.

## Biografía
Allott nació en Pueblo, Colorado, siendo hijo de Bertha Llewellyn y Leonardo J. Allott. Sus abuelos maternos eran galeses y sus abuelos paternos ingleses. Se graduó de la Universidad de Colorado en Boulder en 1927 y de la facultad de derecho en 1929. También fue atleta en su juventud, ganando las 440 yardas con vallas en el Campeonato nacional de Estados Unidos 1929. Fue admitido en el colegio de abogados ese año y comenzó a ejercer en Pueblo. Se mudó a Lamar (Colorado) en 1930 y continuó ejerciendo la abogacía.
Allott fue fiscal del Condado de Prowers, Colorado, en 1934 y de 1941 a 1946. De 1934 a 1960, también fue director de la Primera Asociación Federal de Ahorros y Préstamos de Lamar. Se convirtió en fiscal municipal en 1937, cargo que ocupó hasta 1941.
Durante la Segunda Guerra Mundial, sirvió como mayor en las Fuerzas Aéreas del Ejército de Estados Unidos de 1942 a 1946. Después de la guerra, se convirtió en fiscal de distrito en el decimoquinto distrito judicial de 1946 a 1948. Fue vicepresidente de la Junta de Libertad Condicional de Colorado de 1951 a 1955, y sirvió como el 33º vicegobernador de Colorado de 1951 a 1955 bajo el gobernador demócrata Walter Walford Johnson y el gobernador republicano Daniel IJ Thornton.
Allott fue elegido para el Senado de los Estados Unidos en 1954, ejerció el cargo desde el 3 de enero de 1955 hasta el 3 de enero de 1973 siendo reelegido en dos ocasiones, durante el cuál fue presidente del Comité de Política Republicana. Votó a favor de las Leyes de Derechos Civiles de 1957, de 1964, y 1968, así como de la Vigesimocuarta Enmienda a la Constitución de los Estados Unidos, la Ley de derecho de voto de 1965, y la confirmación de Thurgood Marshall para la Corte Suprema de los Estados Unidos, mientras que no votó sobre la Ley de Derechos Civiles de 1960.
En 1972, fue derrotado por un estrecho margen en sus intentos de reelección.
Allott murió en Englewood, Colorado, y fue enterrado en el cementerio Fairmount, en Denver, Colorado.
Paul Weyrich y George Will trabajaron en su equipo del Senado.